# Лонсфельд
Лонсфельд (нім. Lohnsfeld) — громада в Німеччині, розташована в землі Рейнланд-Пфальц. Входить до складу району Доннерсберг. Складова частина об'єднання громад Віннвайлер.
Площа — 6,90 км2. Населення становить 935 ос. (станом на 31 грудня 2020).